# Baeopogon indicator
El bulbul indicador (Baeopogon indicator) es una especie de ave paseriforme de la familia Pycnonotidae propia de la selva tropical africana.

## Taxonomía
El bulbul indicador fue descrito científicamente en 1855 y clasificado en el género Criniger. Posteriormente fue trasladado al género Baeopogon.  
Se reconocen dos subespecies:
- B. i. leucurus - (Cassin, 1855): se encuentra en África occidental, desde Sierra Leona hasta Togo. Fue descrita originalmente como una especie separada del género Trichophorus.
- B. i. indicator - (Verreaux, J y Verreaux, E, 1855): se extiende por África central, desde Nigeria a Sudán del sur y el oeste de Kenia, y al sur de la República Democrática del Congo, el noroeste de Zambia y el norte de Angola